# AC Milan (női csapat)
Az Associazione Calcio Milan (rövidítve AC Milan vagy egyszerűen Milan), egy olasz sportegyesület, amelynek van női labdarúgó szakosztálya is, amely az olasz női első osztályban szerepel.

## Klubtörténet
A klub a 2018–19-es szezonban kezdte meg az első szezonját, miután megvásárolta a Brescia Serie A licenccét. Carolina Morace korábbi profi olasz labdarúgó lett a klub első vezetőedzője. Első szezonjukat a 3. helyen fejezték be egy ponttal lemaradva a Fiorentina mögött és az UEFA Női Bajnokok Ligájában való indulási jogtól. Valentina Giacinti lett 21 góllal a gólkirály, mögötte csapattársa Daniela Sabatino végzett 17 góllal. 2019. június 25-én Maurizio Ganzt nevezték ki vezetőedzőnek, két évre írt alá. A második szezontól kezdve a Stadio Brianteo stadionjában lépnek pályára hazai mérkőzéseiken.

## Játékoskeret
2023. január 21-től
| #  |     | Poszt | Név                                     |
| -- | --- | ----- | --------------------------------------- |
| 1  | ITA | K     | Laura Giuliani                          |
| 22 | ITA | K     | Noemi Fedele                            |
| 32 | NED | K     | Selena Babb                             |
| 3  | DEN | V     | Sara Thrige                             |
| 4  | ISL | V     | Guðný Árnadóttir                        |
| 5  | NED | KP    | Aniek Nouwen (kölcsönben a Chelsea-től) |
| 6  | ITA | V     | Laura Fusetti                           |
| 15 | FRA | V     | Noémie Carage                           |
| 20 | ITA | V     | Angelica Soffia                         |
| 25 | POL | KP    | Małgorzata Mesjasz                      |
| 37 | ITA | V     | Alia Guagni                             |
| 8  | ITA | KP    | Greta Adami                             |
| 10 | CZE | KP    | Kamila Dubcová                          |

| #  |     | Poszt | Név                   |
| -- | --- | ----- | --------------------- |
| 11 | SCO | KP    | Christy Grimshaw      |
| 12 | ITA | KP    | Marta Mascarelo       |
| 14 | ESP | KP    | Silvia Rubio          |
| 17 | ITA | KP    | Valery Vigilucci      |
| 69 | FRA | KP    | Nesrine Bahlouli      |
| 7  | ITA | CS    | Valentina Bergamaschi |
| 9  | SWE | CS    | Kosovare Asllani      |
| 13 | FIN | CS    | Oona Sevenius         |
| 18 | ITA | CS    | Martina Piemonte      |
| 19 | FRA | CS    | Lindsey Thomas        |
| 21 | LTU | CS    | Rimantė Jonušaitė     |
| 26 | CZE | KP    | Michaela Dubcová      |
| 99 | NED | CS    | Chanté Dompig         |

## A klub vezetőedzői
| Név             | Időszak   | M. | Gy. | D. | V. | G+ | G- | +/- | P. | %     |
| --------------- | --------- | -- | --- | -- | -- | -- | -- | --- | -- | ----- |
| Carolina Morace | 2018–2019 | 27 | 19  | 4  | 4  | 65 | 27 | 38  | 61 | 75,31 |
| Maurizio Ganz   | 2019–     | 22 | 16  | 2  | 4  | 52 | 20 | 32  | 50 | 75,75 |

## Korábbi híres játékosok
| - Lisa Alborghetti - Marta Carissimi - Valentina Giacinti - Manuela Giugliano - Miriam Longo - Raffaella Manieri - Claudia Mauri - Alessia Piazza - Federica Rizza - Daniela Sabatino - Deborah Salvatori Rinaldi - Georgia Spinelli | - Linda Tucceri Cimini - Francesca Vitale - Celeste Boureille - Natasha Dowie - Lidija Kuliš - Thaísa - Caroline Rask - Refiloe Jane - Nora Heroum - Laura Agard - Sandra Žigić - Berglind Björg Þorvaldsdóttir | - Haszegava Jui - Lady Andrade - Julia Simic - Stine Hovland - Mónica Mendes - Camelia Ceasar - Verónica Boquete - Laia Codina - Nina Stapelfeldt - Mária Korenčiová - Pamela Begič - Dominika Čonč |

## Meztörténet

### Hazai mezek
| 2018–2019 | 2019–2020 | 2020–2021 | 2021–2022 |

### Idegenbeli mezek
| 2018–2019 | 2019–2020 | 2020–2021 | 2021–2022 |

### Harmadik mezek
| 2018–2019 | 2019–2020 | 2020–2021 | 2021–2022 |

### Negyedik mez
| 2021–2022 |